# Niżnicowate
Niżnicowate (Opomyzidae) – rodzina owadów z rzędu muchówek i podrzędu krótkoczułkich. Obejmuje ponad 60 opisanych gatunków. Są to smukłe muchówki o dość wąskich skrzydłach. Larwy i imagines żerują na trawach, przy czym te pierwsze wewnątrz ich łodyg.

## Opis

### Owad dorosły

Schemat użyłkowania skrzydła u rodzaju Opomyza.

Należą tu małe muchówki o smukłej budowie i stosunkowo wąskich skrzydłach. Mają barwę od żółtej po ciemnobrązową lub czarnobrunatną. U większości gatunków przynajmniej wierzchołki skrzydeł są przydymione, a często występują na nich jasnej lub ciemnej barwy plamki.

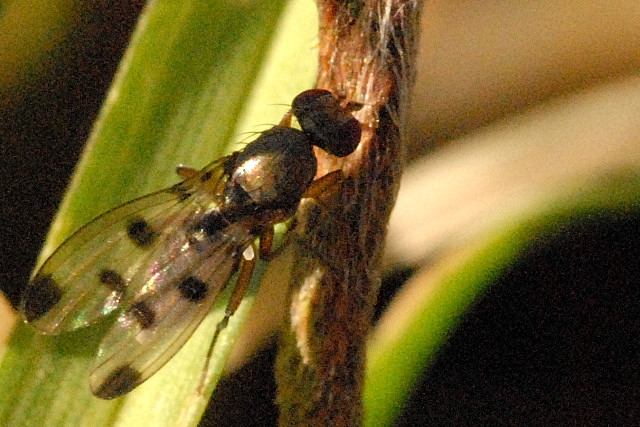
Geomyza tripunctata

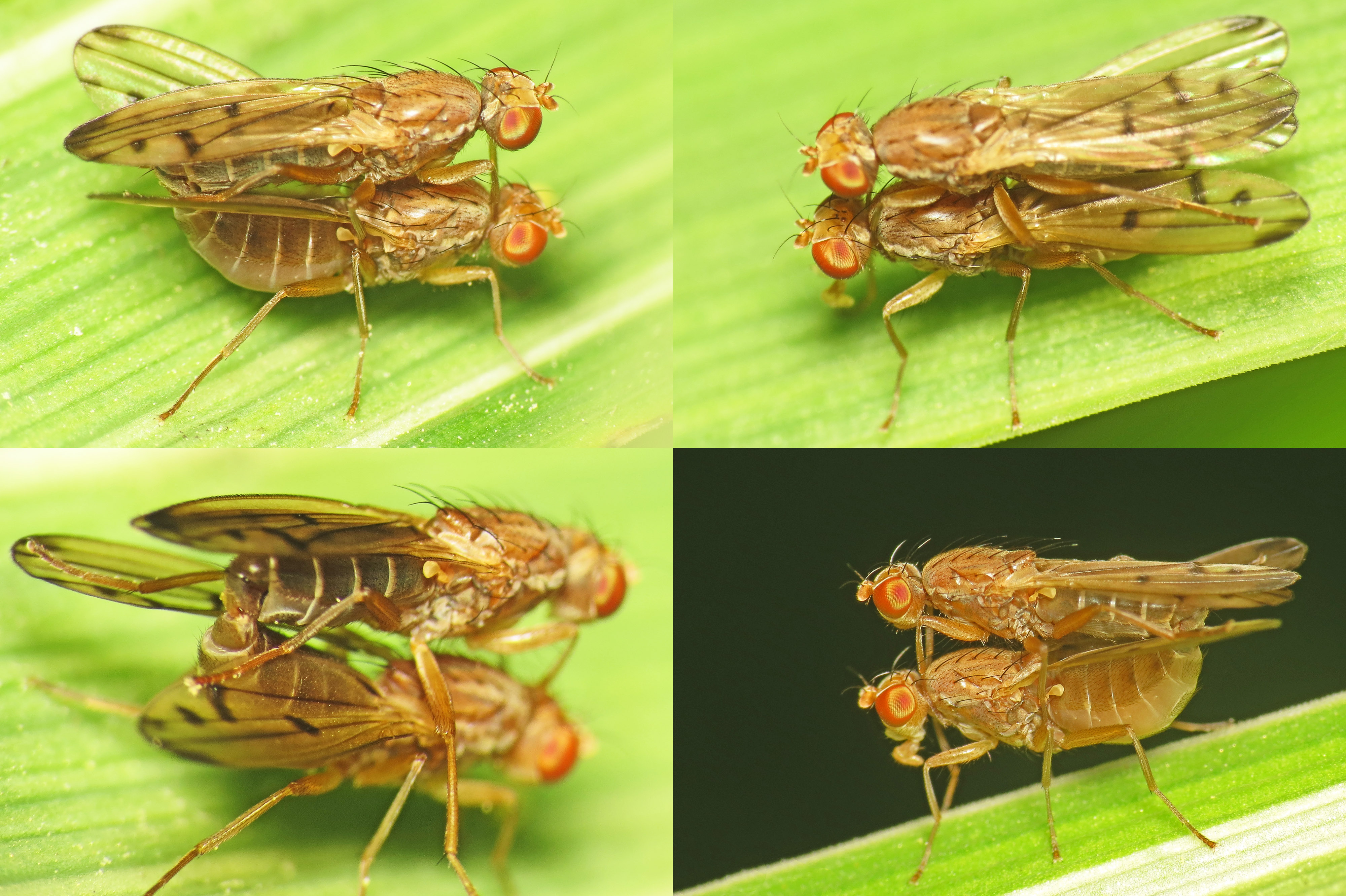
Opomyza florum

Szerokie czoło tych muchówek wyposażone jest tylko w jedną, górną parę szczecinek orbitalnych, skierowanych ku tyłowi. Ponadto na chetotaksję głowy składają się długie szczecinki przyoczkowe, zewnętrzne i wewnętrzne szczecinki ciemieniowe, szczecinki perystomalne, a rzadko też szczecinki brwiowe i szczecinki zaciemieniowe. Brak właściwych wibrysów, ale u części gatunków może z nimi zostać pomylona wysunięta ku przodowi pierwsza szczecinka perystomalna. Czułki charakteryzuje trzeci człon położony pod kątem względem drugiego.
Tułów ma 3–4 pary szczecinek śródplecowych, 1 barkowych, 1 przedszwowych, 2 przedskrzydłowych, 2 nadskrzydłowych, 1 międzyskrzydłowych, 1 sternopleuralnych, 1 mezopleuralnych i 4 tarczkowe brzeżne. Użyłkowanie skrzydła cechuje słabo rozwinięta i niedochodząca do żyłki kostalnej żyłka subkostalna oraz obecność na żyłce kostalnej przerwy lub przewężenia przed punktem, w którym dochodzi do niej krótka pierwsza żyłka radialna.
Odwłok jest nieco grzbietobrzusznie spłaszczony, u samic wyposażony w krótkie, wciągalne pokładełko, a u samców w skomplikowany aparat kopulacyjny i chwytne przysadki odwłokowe o formie charakterystycznej dla gatunku.

### Larwa
Larwy mają wydłużone, cylindryczne ciało o długości do 8 mm, gładkim oskórku i białej barwie. Głowa zaopatrzona jest w czułki, głaszczki szczękowe i sztylety gębowe, a siateczkowaty rejon otworu gębowego tworzy maskę twarzową. Od podobnych i zamieszkujących te same siedliska larw niezmiarkowatych wyróżniają się przednimi przetchlinkami zbudowanymi z pnia głównego i jego odgałęzień.

## Ekologia i występowanie
Takson głównie holarktyczny. W Palearktyce występuje 37 gatunków. W Polsce do 2001 stwierdzono 13 gatunków (zobacz: niżnicowate Polski).
Larwy i imagines są fitofagami, żerującymi na trawach. Zamieszkują głównie wilgotne łąki. Rozwój larwalny odbywa się wewnątrz łodyg. Na terenie Europy i Syberii niektóre gatunki bywają notowane jako szkodniki zbóż takich jak pszenica i żyto.

## Systematyka
Do rodziny tej należy 61 gatunków, zgrupowanych w 4 rodzajach:
- Anomalochaeta Frey, 1921
- Balioptera Loew, 1864
- Geomyza Fallén, 1810
- Opomyza Fallén, 1820